# جوزيبي كولومبو
جوزيبي كولومبو (بالإيطالية: Giuseppe Colombo) مواليد 2 تشرين الثاني 1920 وتوفي 20 شباط 1984. ويعرف باسم بيبي كولومبو. وهو فلكي وعالم رياضيات ومهندس إيطالي.
اشتهر بعمله على كوكب عطارد. وعلى حساب رنين المركبة الفضائية مع رنين عطارد لتستطيع القيام بعدة تحليقات فوق عطارد. مما ساعد في مهمة مارينر 10. كما فسر علاقة الرنين بين الدوران الذاتي والدوران المداري لعطارد.
كما قام بالعديد من الدراسات على حلقات زحل من خلال الرصد الأرضي، وشارك في التخطيط للمسبار جوتو مع وكالة الفضاء الأوروبية الذي سوف يحلق فوق مذنب هالي